# Clavija engelsii
Clavija engelsii är en viveväxtart som beskrevs av Carl Christian Mez. Clavija engelsii ingår i släktet Clavija och familjen viveväxter. Inga underarter finns listade i Catalogue of Life.